# Xu Lili
Xu Lili (chinesisch 徐丽丽; * 18. Februar 1988 in Binzhou) ist eine ehemalige chinesische Judoka, die 2012 Olympiazweite in der Gewichtsklasse bis 63 Kilogramm war.
Xu Lili gewann 2007 in Peking mit dem chinesischen Team die Mannschaftsweltmeisterschaft, nachdem sie zwei Monate zuvor bei den  Einzelweltmeisterschaften auf Rang 13 gekommen war. 2008 war sie Dritte der Ostasienmeisterschaften und 2010 gewann sie zwei Weltcupturniere. Mit dem zweiten Platz beim Grand-Slam-Turnier in Paris hinter der Französin Gévrise Émane im Februar 2011 begannen die drei erfolgreichsten Jahre ihrer Karriere. Im April 2011 besiegte sie im Finale der Asienmeisterschaften die Südkoreanerin Joung Da-woon. Bei den Weltmeisterschaften 2011 in Paris schied sie frühzeitig gegen die Kubanerin Maricet Espinosa aus. Anfang 2012 belegte sie beim IJF-World-Masters-Turnier nach einem Sieg über die Israelin Yarden Gerbi und einer Niederlage gegen die Japanerin Yoshie Ueno einen dritten Platz. Bei den Olympischen Spielen 2012 in London erreichte Xu Lili mit Siegen über die Portugiesin Mariana Silva, die Italienerin Ewige Gwend, die Niederländerin Elisabeth Willeboordse und die Südkoreanerin Joung Da-woon das Finale. Nach ihrer Niederlage gegen die Slowenin Urška Žolnir erhielt die Chinesin die Silbermedaille. 2013 wurde Xu Lili mit einem Sieg über die Nordkoreanerin Kim Su-gyong zum zweiten Mal nach 2011 Asienmeisterin. 